# Fernando Ordóñez
Ferdynand Ordonez (hiszp. Fernando Ordóñez) – wielki mistrz zakonu Calatrava w lataxch 1243–1254.
Mistrz ten zawarł w 1245 r. z arcybiskupem Toledo układ dotyczący dziesięcin, jakie zakon miał płacić z należących do niego miast do kasy arcybiskupstwa, kończący wieloletnie spory między zakonem a arcybiskupstwem, istotą których była walka o uniezależnienie się zakonu od lokalnej władzy kościelnej z jednej strony, a sprawowanie nadzoru nad zakonem i jego finansami z drugiej strony. Starał się załagodzić i inne sporne sprawy, dotyczące jurysdykcji różnych terenów zakonnych. Podobne konflikty były udziałem i innych zakonów rycerskich w tym okresie.
Również w 1245 r. zdobył zamek w Alcaudete, który za formalną zgodą króla Ferdynanda III Kastylijskiego, wraz z miastem przechodzi na własność zakonu w roku następnym.